# Борда, Жан-Шарль де
Жан-Шарль шевалье де Борда (фр. Jean-Charles, chevalier de Borda, 4 мая 1733 год, Дакс, Франция — 19 февраля 1799 год, Париж) — французский математик, физик, геодезист, инженер, политолог и морской офицер. Автор доказательства теоремы в гидравлике об ударе струи жидкости или газа, носящей его имя — теорема Борда — Карно.

## Биография
Его родителями были Жан-Антуан де Борда (Jean-Antoine de Borda) и Мария-Тереза де ла Круа (Marie-Thérèse de la Croix). Они оба были из старинных благородных семейств с сильными военными традициями. У Жан-Антуана и Марии-Терезии было шестнадцать детей, восемь мальчиков и восемь девочек. Большинство братьев Жана-Шарля де Борда продолжили военную карьеру.
Большое влияние на юного Шарля оказал его кузен — Жак-Франсуа де Борда, который был сведущ в математике и знал ведущих математиков своего времени. Он учил молодого Шарля, который с самого раннего возраста обнаруживал большую склонность и способности к занятиям математикой и изучениям наук.
В возрасте семи лет Жан-Шарль де Борда начал обучаться в Колледже Варнавитов в Даксе. В Колледже он изучил греческий язык, латынь, начала математики. Когда Шарль достиг возраста одиннадцати лет, отец послал его в Иезуитский колледж в Ла-Флеше, который обучал мальчиков военной карьере, законам и государственной службе.
В 1748 году, в пятнадцать лет, Борда окончил колледж. Он возвратился в дом своего родителя, чтобы попытаться убедить отца позволить ему продолжить карьеру в военном техническом корпусе. Несмотря на сильные военные традиции семьи, отец Шарля хотел, чтобы сын стал судьёй, но все же он позволил ему начать карьеру математика в армии. Состоя сначала военным инженером, а затем, перейдя в кавалерию, Шарль занимался математикой и представил несколько записок по математике в Академию наук. В 1756 году он предпринял исследование в области баллистики и написал «Доклад о движении снарядов» (Mémoire sur le mouvement des projectiles). На основании этой работы он был избран ассоциированным членом Французской академии наук. Позже его избрали полноправным членом Академии.
Во время Семилетней войны, в 1757 году, Борда участвовал в военных действиях в качестве адъютанта маршала де Мальбуа. Но Шарль хотел применить свои знания к морскому делу и 4 сентября 1758 года он стал обучаться в Королевской инженерной школе в Мезьере, которую закончил досрочно, за год. В 1767 году он поступил на морскую службу и продолжил карьеру в качестве военного инженера на флоте.

## Научные исследования
Жана-Шарля де Борда занимал вопрос о сопротивлении движущихся тел в жидкости. Его изыскания, напечатанные в «Мемуарах» Парижской академии в 1763, 1767 и 1770 годов, привели к заключению, что сопротивление жидкостей почти пропорционально квадратам скоростей. При описании вклада де Борда в механику жидкости следует также отметить вклад, который он сделал для изучения водяных колес и насосов.
Жан-Шарль де Борда в 1767 году был избран в Академию наук Бордо (Académie de Bordeaux), а через два года в Королевскую Академию флота (Académie de marine).
В 1770 году Борда изобрел систему голосования, известную как правило Борда, и эта система до сих пор остается одной из самых популярных среди избирательных систем всего мира. Согласно этому методу результаты голосования выражаются в виде числа баллов, набранных каждым из кандидатов. Однако, в 1785 году Николя́ де Карита́, маркиз де Кондорсе отметил, что правило Борда допускает манипулирование (ложное голосование) и предложил свой метод проведения выборов, в ситуации, где имеется больше чем два кандидата. Его метод, названный «Принцип Кондорсе», гласит, что для определения истинной воли большинства необходимо, чтобы для каждой выбранной пары кандидатов определялось, сколько голосующих предпочитает одного кандидата другому. Далее находится кандидат-победитель по Кондорсе: это альтернатива, выигравшая все попарные сравнения по принципу большинства; такая альтернатива может не существовать. Достоинство метода Кондорсе состоит в том, что при голосовании выборщикам не выгодно лгать, то есть это неманипулируемое правило. Борда согласился, что предложение Кондорсе было справедливо, но практически не осуществимо, поскольку возможно, что победитель не существует. Эти две системы голосования были лучшими, но обе имели свои достоинства и недостатки.
В 1771 году Борда отправился в плавание на фрегате «Флора» (La Flore). Корабль отправился в область Карибского бассейна с целью испытания новых моделей часов и морских хронометров, употребляемых для определения широты и долготы.
В 1774 и 1775 годах Борда принимал участие в экспедиции, исследовавшей побережье Африки. Затем, в чине капитан-лейтенанта, он был послан на Канарские острова, с целью определить их точное местоположение. Борда собрал данные для точной карты Канарских и Азорских островов, а также материалы для других гидрографических работ.

## Участие в военных действиях
Во время Войны за независимость в Северной Америке (1775—1783) Франция и Великобритания боролись за контроль над морями, и Борда принимал активное участие во французских военно-морских действиях. Генерал-майор Борда, являвшийся капитаном корабля «La Seine», в составе французского флота под командованием Шарля Эктора, графа д’Эстена, одержал несколько заметных побед, но 9 октября 1779 года после неудачной осады Саванны граф д’Эстен был тяжело ранен и вернулся во Францию со своей эскадрой. Граф Франсуа-Жозеф-Поль де Грасс принял командование французским флотом и снова одержал ряд побед, но проиграл сражение у Доминики в 1782 году. Де Борда был капитаном «La Solitaire» и командовал шестью судами в этом сражении. Он и де Грасс были взяты в плен англичанами. После непродолжительного периода Борда было разрешено вернуться во Францию, но после этого эпизода его здоровье ухудшилось.

## Изобретения
Одно из главных изобретений Борда — Отражательный круг для измерения углов относится к 1777 году, устройство и употребление его описано в сочинении «Voyage fait par ordre du Roi en 1771 et 1772… pour vérifier l’utilité des plusieurs méthodes et instruments servant à determiner la latitude et la longitude etc… par Verdun de la Grenne, Borda et Pingré» («Путешествие, совершенное по королевскому указу в 1771 и 1772 годах, в разных частях Европы и Америки, чтобы проверить полезность различных методов и инструментов для определения широты и долготы» 2 т., Париж, 1778). Но немецкие писатели указывают, что первенство принадлежит Тобиасу Майеру (1750 г.). Инструмент Борда называется обыкновенно Повторительным кругом (cercle répétiteur à réflexion); Шарль потом применил своё изобретение к обыкновенным угломерным приборам. Метода Борда состоит в многократном измерении одного и того же угла последовательно всеми частями разделенного круга, и долгое время существовало убеждение, что таким образом можно уменьшать ошибку углового измерения. Ныне эта метода потеряла своё значение. Повторительный круг был использован во время Французской революции для измерения дуги меридиана в рамках проекта по внедрению десятичной системы. Повторительный круг Борда состоял из двух маленьких телескопов. Он описал этот инструмент в «Описании и использовании повторяющегося круга» («Description et usage du cercle à réflexion», 1787).
Кроме исследования сопротивления жидкостей, Борда занимался также исследованиями истечения жидкостей из сосудов через малые отверстия и работал над установлением десятичной системы мер и весов. Эти труды помещены в «Mem. Par.» (1763, 1767 и 1788 гг.). Борда изобрел специальный прибор для измерения длины маятника и определил длину секундного маятника по новой методе («Gilb. Ann.», LVII). Он усовершенствовал способы точного взвешивания тел, введя методу двойного взвешивания, которая и поныне повсеместно употребляется во всех научных и точных работах. С появлением во Франции метрической системы после Великой французской революции ученые решили попробовать делить четверть окружности на 100 частей, а не на 90, как до этого. Поэтому, начиная с 1792 года, Борда работал над таблицами логарифмов тригонометрических величин, но их публикация была отложена и они были опубликованы лишь в 1801 году после его смерти. Однако это нововведение не прижилось, четверть круга по-прежнему составляют 90 градусов. Эти таблицы, пересмотренные и увеличенные, впоследствии были вторично изданы Жаном Батистом Жозефом Деламбром («Tables trigonometriques décimales», 1804). Деятельность Борда́ распространялась на чистую и прикладную математику; Борда предложил теорию разрывных снарядов с принятием во внимание сопротивления воздуха. Для астрономии он дал формулы для измерения лунных расстояний и способ измерения рефракции.
По поручению Академии наук Борда вместе с астрономами Пьером Мешеном и Жаном-Батистом Деламбром работал над определением длины дуги меридиана и уделял особое внимание всему, что связано с физическими опытами.

## Последние годы жизни
В 1784 году Жан-Шарль де Борда был назначен инспектором французского военно-морского судостроения и с помощью военно-морского архитектора Жака-Ноэля Сане (Jacques-Noël Sané) в 1786 году представил массированную программу по возобновлению строительства французского военно-морского флота. 8 мая 1790 года по докладу Талейрана Национальное собрание Франции приняло решение установить новую систему мер и весов, основанную на десятичной системе, взамен старых мер, различных в каждой провинции. Под председательством Жана-Шарля де Борда была создана специальная Комиссия мер и весов, в работе которой в разное время принимали участие Лавуазье, Кондорсе, Лаплас, Монж, Кулон, Лагранж. Первоначально планировалось использовать в качестве единицы расстояния длину секундного маятника, однако позже за единицу выбрали расстояние, равное одной десятимиллионной четверти дуги Парижского меридиана. 19 марта 1791 г. новая единица, названная по предложению Борда «метром», была утверждена, после чего Деламбр и Мешен приступили к измерению дуги Парижского меридиана между Дюнкерком и Барселоной (в разработке измерительных инструментов принимал участие и Борда). В 1793 году, не дожидаясь окончания работ, Конвент принял временную величину метра, тогда же были изготовлены первые прототипы метра. «Подлинный и окончательный метр» (немного изменённый по сравнению с первоначальным) был введён в 1799 г.
Во время Террора, который продлился с сентября 1793 до июля 1794 года, Борда удалился в своё родовое имение, где возобновил работу с метрической системой.
В 1795 году Борда стал членом Бюро долгот.
Жан-Шарль де Борда скончался 19 февраля 1799 года, в возрасте 65 лет, в Париже.
Борда никогда не был женат.

## Память
- Имя Жана-Шарля де Борда начертано на Эйфелевой башне в числе 72 имен великих французских ученых.

Так же его именем названы:
- Обще-технологический лицей де Борда в Даксе (Lycée général et technologique de Borda);
- Военно-морская академия в Ланвеоке (L'École navale);
- Кратер Борда на видимой стороне Луны;
- Открытый П. Дюпуи и Ф. Маршалем 29 августа 1997 году астероид номер 175726 носит имя Борда, как и обсерватория в его родном городе Даксе;
- В Париже имеется небольшая улица Борда (Rue Borda), рядом с Национальной консерваторией искусств и ремесел.
- Пять кораблей Французского военно-морского флота носили имя Борда:

1. 10 — пушечный бриг (1834—1849).
2. 110-пушечный парусный линейный корабль (1807—1884).
3. 120-пушечный парусный линейный корабль (1849—1891).
4. 90-пушечный скоростной парусно-паровой линейный корабль (1864—1889).
5. Гидрографическое и океанографическое научно-исследовательское судно «Борда» состоит на службе Департамента военно-морского флота Франции с 14 ноября 1986 г.